# إيف روسو
إيف روسو (بالفرنسية: Yves Rousseau)‏ هو طيار فرنسي، ولد في 3 يوليو 1944 في Cheffes ‏ في فرنسا.